# Rasenna
Rasenna (albo rasna) – słowo w języku etruskim, używane na określenie ludzi zamieszkujących północną Italię, powszechnie znanych jako Etruskowie. Przez Rzymian byli oni zwani Etrusci albo Tusci, zaś przez Greków – Tyrrhenoi. Dionizjusz z Halikarnasu, który sądził, że Etruskowie są rodzimym ludem Italii, wyjaśnił znaczenie tego słowa w swoich pismach.